# 明永乐青花海水江崖纹三足炉
明永乐青花海水江崖纹三足炉，又称明永乐青花寿山福海纹香炉，明朝永乐年间江西景德镇御器厂烧造的一款鼎式瓷炉。该炉共有三件，其中仅两件为传世品，分别收藏在北京故宫博物院和南京博物院；最后一件是以景德镇官窑瓷器厂永乐堆积层出土瓷片复原而成，因烧制过程中变形而砸碎掩埋。

## 名称
该款香炉为明代永乐年间景德镇御器厂官窑烧制，形制为三足鼎形炉，质地为青花瓷，纹饰为海水江崖纹，又称寿山福海纹。根据命名中信息详略程度，该款香炉在故宫博物院官网被称为“青花海水纹香炉”，在南京博物院官网被称为“景德镇官窑青花寿山福海纹瓷香炉”，在央视《国家宝藏》节目中被称为“明永乐青花海水江崖纹三足炉”。

## 历史
北京故宫博物院所藏的该款香炉是一件传世文物，为清宫旧藏，按清宫档案记载该器制作于明朝永乐年间。《故宫博物院藏文物珍品大系》、《明清瓷器鉴定》等书中，均参照原藏于青海省乐都县瞿昙寺，后藏于青海省博物馆的“大明永乐年施”款鎏金金铜炉，将该炉断代为明永乐年间。但也曾有学者认为其烧造于宣德年间，如李延春曾刊文从器型、胎釉、纹饰、图案、绘画风格等方面论证其与其他永乐器物有区别，并推断其制作于宣德二年之后。
南京博物院所藏的该款香炉是一件故宫南迁文物，是三件中唯一完整的，故宫所藏的一耳有缺，而景德镇出土的为打碎的瓷片。2017年3月，南京博物院在特展馆2楼9号厅“镇馆之宝”展厅中推出《青花寿山福海香炉的故事》展。
1980年代后，景德镇官窑瓷器厂遗址出土了大量的落选品、废品及供余品的瓷片，其中出土于永乐堆积层的部分瓷片通过差不多一年的修复得到了第三件青花海水江崖纹三足炉。这件香炉的出土正式确定该款香炉制作于永乐年间。经推测，该款香炉御器厂本来烧制了三件，其中一件因烧制过程中变形而被打碎掩埋，另外两件被送入皇宫使用。
2015年6月2日至9月3日，故宫博物院在斋宫和延禧宫举办“明代御窑瓷器——景德镇御窑遗址出土与故宫博物院藏传世洪武、永乐、宣德瓷器对比展”，展出了297件套明代御窑用瓷，其中御窑遗址考古出土和故宫旧藏的两件永乐青花海水纹双耳三足炉便对比展出。

## 基本信息
| 收藏单位   | 全国馆藏文物数据库信息 | 全国馆藏文物数据库信息                       | 图片 | 尺寸                                                           |
| 收藏单位   | 普查登记号             | 登记名称                                     | 图片 | 尺寸                                                           |
| ---------- | ---------------------- | -------------------------------------------- | ---- | -------------------------------------------------------------- |
| 故宫博物院 | 1101012180003511731803 | 青花海水纹双耳三足炉                         |      | 高55.5厘米，口径37.3厘米，足距38厘米，靠近炉底部处厚达10厘米。 |
| 南京博物院 | 3201022180001010082694 | 明宣德景德镇窑兰地白花“寿山福海”扁立耳大瓷炉 |      | 高58.5，口径38 厘米，最大腹径46厘米。                          |

## 器型纹饰
该器造型为仿青铜鼎式样，体形硕大饱满，小平底的腹部圆鼓，底部为三个象腿形的兽形足；炉口呈阔盘形、方唇；颈部收束、短直，装饰有10个球形鼓钉；炉肩部置对称的弧线形朝天耳，耳稍向外撇。外壁通体是以苏麻离青料绘蓝地白花海水江崖纹，又称寿山福海纹，寓意江山永固。青花色泽浓艳，晕散明显，纹饰中密布凝结的黑斑。内壁砂底，半施白釉。

## 其他相关
故宫博物院所藏香炉的图片曾被耿宝昌选作其著作《明清瓷器鉴定》的封面图案。
北京故宫博物院所藏明永乐青花海水江崖纹三足炉的图案是2017年首播的综艺节目《国家宝藏》LOGO的构成元素，同时该炉也是故宫参加该节目第三季的三件文物之一，由靳东担任明星守护人。

## 备注
1. ↑  一说炉高57厘米，口径37.2厘米[4]
2. ↑  一说高58厘米，口径37.6厘米[7]